# Qazaq Air
«Qazaq Air» — казахстанська авіакомпанія, дочірня компанія АТ "Фонд національного добробуту «Самрук-Казина», з головним хабом в Аеропорту «Алмати», створена для забезпечення доступних регіональних повітряних перевезень. Головна місія «Qazaq Air» — з'єднувати обласні центри на території Республіки Казахстан і цим поліпшувати економічний розвиток регіонів. Повна назва компанії — Акціонерне Товариство «Qazaq Air»

## Історія
У квітні 2015 року АТ "Фонд національного добробуту «Самрук-Казина» створив дочірню компанію «QAZAQ AIR». Авіакомпанія була презентована 6 липня 2015 року в Астані.
Перший політ відбувся 27 серпня 2015 року за маршрутом Алмати - Астана. Повідомляється, що за перші п'ять днів польотів послугами авіакомпанії скористалося понад 900 осіб .
21 жовтня 2015 року було повідомлено, що авіакомпанія з моменту заснування перевезла 10,2 тисячі пасажирів . Також було повідомлено, що не виключається приватизація авіакомпанії і входження до її складу іноземних акціонерів.
7 квітня 2016 року в. о. голови правління авіакомпанії Блер Поллок заявив: "Всі ці інвестиції, які були отримані від нашого акціонера - фонду «Самрук-Казина», буде повернуто назад даному акціонеру. Ми маємо намір повернути дані інвестиції на четвертому році нашої діяльності"

## Критика
3 літаки Bombardier Dash 8-400 взяті в оперативний лізинг у компанії FALCON AVIATION SERVICES з Абу-Дабі (ОАЕ) і їх оренда обходиться в $490 000 в місяць. 

## Напрямки польотів
Напрямки польотів на травень 2018:
| Місто             | Країна     | Аеропорт                     | Примітки          |
| ----------------- | ---------- | ---------------------------- | ----------------- |
| Актау             | Казахстан  | Актау (аеропорт)             |                   |
| Актобе            | Казахстан  | Актобе (аеропорт)            |                   |
| Алмати            | Казахстан  | Алмати (аеропорт)            | Вузловий аеропорт |
| Астрахань         | Росія      | Астрахань (аеропорт)         | [ 10 ]            |
| Атирау            | Казахстан  | Атирау (аеропорт)            |                   |
| Бішкек            | Киргизстан | Манас (аеропорт)             | [ 11 ]            |
| Костанай          | Казахстан  | Костанай (аеропорт)          |                   |
| Кизилорда         | Казахстан  | Кизилорда (аеропорт)         | Припинено         |
| Нур-Султан        | Казахстан  | Нур-Султан (аеропорт)        |                   |
| Ош                | Киргизстан | Ош (аеропорт)                | [ 12 ]            |
| Усть-Каменогорськ | Казахстан  | Усть-Каменогорськ (аеропорт) | з 10 липня 2019   |
| Павлодар          | Казахстан  | Павлодар (аеропорт)          |                   |
| Семей             | Казахстан  | Семей (аеропорт)             | Припинено         |
| Шимкент           | Казахстан  | Шимкент (аеропорт)           |                   |
| Талдикорган       | Казахстан  | Талдикорган (аеропорт)       | Припинено         |
| Тамчи             | Киргизстан | Іссик-Куль (аеропорт)        | з 1 липня 2019}}  |
| Тараз             | Казахстан  | Тараз (аеропорт)             | Припинено         |
| Уральськ          | Казахстан  | Уральськ (аеропорт)          |                   |
| Жезказган         | Казахстан  | Жезказган (аеропорт)         |                   |

## Флот авіакомпанії
Флот на травень 2018: